# Angervilliers
Angervilliers é uma comuna francesa na região administrativa da Ilha de França, no departamento de Essonne. Estende-se por uma área de 9.01 km². Em 2010 a comuna tinha 1 690 habitantes (densidade: 187,6 hab./km²).